# Tonsuur

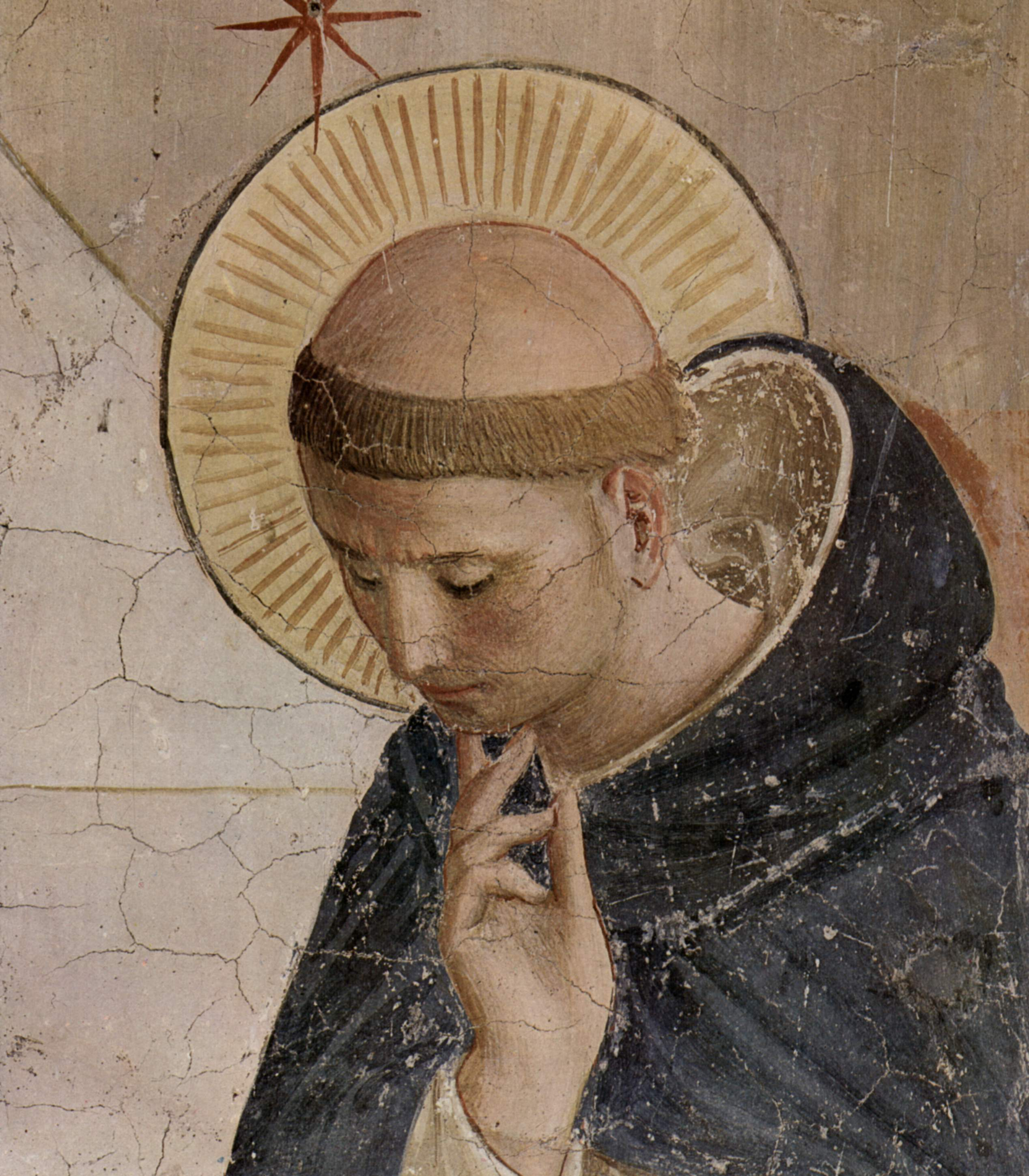
Dominicus met tonsuur (fresco van Fra Angelico)

De tonsuur of kruinschering is het gedeeltelijk kaalscheren van de bovenkant van het hoofd waarbij er min of meer een rand haar overblijft. Dit is een gebruik in het christendom dat reeds te vinden is bij vele volken van de oudheid als teken van rouw, slavernij, onderwerping of toewijding aan de goden. Zo gold het bij Egyptische priesters als middel tot lichamelijke reinheid bij rituele praktijken.
In de Rooms-Katholieke Kerk is de tonsuur overgenomen door monniken, later ook bij de wereldgeestelijken. Het is bedoeld als symbool van toewijding aan God en verzaking aan seksualiteit. 
Er bestaan twee soorten tonsuur:
- Een kleine cirkel op de kruin, de Romeinse of Petrustonsuur, stamt uit de Middeleeuwen.
- Grotere tonsuren, de zogenaamde Paulustonsuur, kenmerken de leden van kloosterordes als de dominicanen, karmelieten, kapucijnen, benedictijnen en kartuizers.

De tonsuur werd het teken van het opgenomen zijn in de geestelijke stand en verbonden met een inkledingsritus. Deze ritus werd door het motu proprio Ministeria quaedam van Paus Paulus VI op 1 januari 1973 afgeschaft. Het dragen van de klerikale tonsuur door de seculiere geestelijkheid raakte eerder al in onbruik. Sommige traditionalistische gemeenschappen zoals de Priesterbroederschap van Sint Petrus, het Instituut Christus Koning en Soeverein Hogepriester en de Personele Apostolische Administratie van de Heilige Johannes-Maria Vianney, is het echter toegestaan deze ritus toe te passen.